# Миланский метрополитен

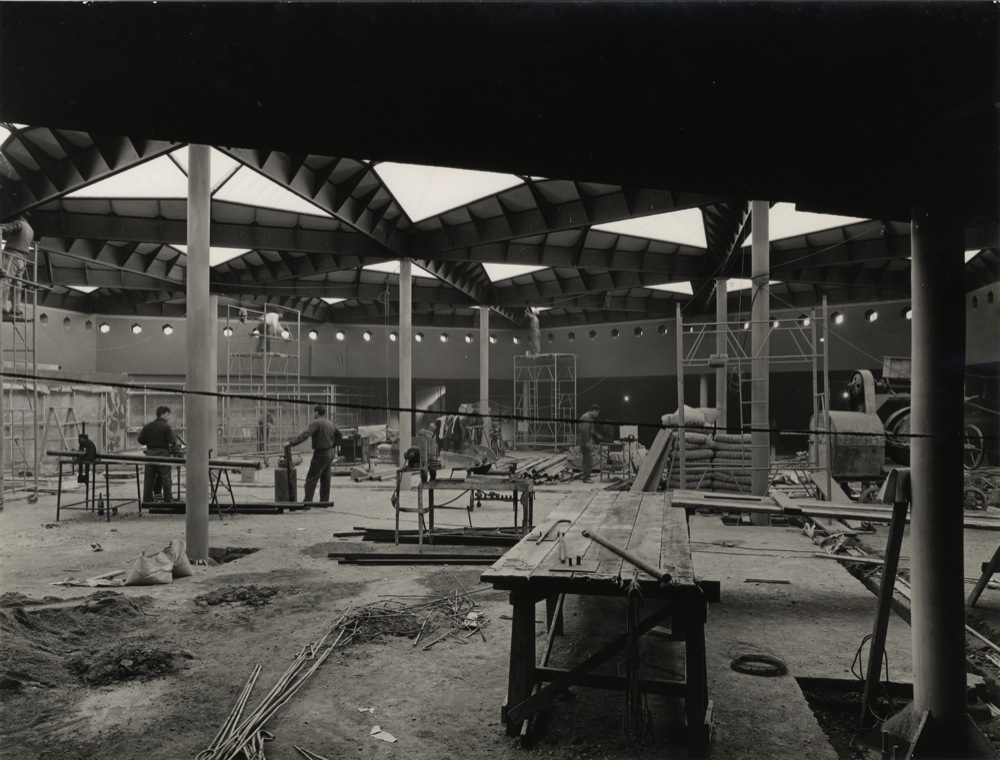
Строительство станции «Амендола»

Миланский метрополитен (итал. Metropolitana di Milano) — транспортная система в Милане, крупнейший метрополитен Италии. Действует с 1964 года, состоит из пяти линий с 119 станциями. Общая длина системы — 96,8 км.

## Линии
Линия M1 (красная) имеет длину 27 км, содержит 27 станций, открыта в 1964 году. Проходит с северо-востока (конечная Sesto I Maggio) через центр на запад (ответвление до конечной станции Bisceglie) и на северо-запад (до конечной станции Rho Fiera). Линия полностью подземная.
Линия M2 (зелёная) длиной 34,6 км с 33 станциями открыта в 1969 году. Линия проходит с юга (конечная Abbiategrasso) на восток города (конечная Gessate) через центр. В южной части — ответвление до Assago Milanofiori Forum. В восточной части есть короткое ответвление до станции Cologno Nord. Линия наземная в своей восточной части.
Линия M3 (жёлтая) имеет длину 13 км и состоит из 19 станций, действует с 1990 года. Соединяет север города (от конечной станции Comasina) с юго-востоком (до конечной San Donato).
Линия M4 (синяя) 26 ноября 2022 года открыта первым участком. Будет иметь длину 15 км и 21 станцию, автоматизирована. Пересечёт город с востока (Линате Аэропорто) на запад (Сан-Кристофоро).
Линия M5 (сиреневая) открылась 10 февраля 2013 года, длина 12,8 км, 19 станций. Автоматизирована, без машинистов. На всех станциях линии установлены платформенные раздвижные двери.
В систему скоростного транспорта также входит челнок Metro San Raffaele из одного перегона (длина 680 м) от станции Cascina Gobba (линия M2) до медицинского центра San Raffaele. Открыт в 1999 году.
Помимо метрополитена, в городе действует система городских электричек (итал. linee suburbane; эти линии обозначаются с буквой S в начале, в отличие от линий метро, обозначаемых с буквы M). В общей сложности существуют 11 маршрутов таких электропоездов. Система городских электричек имеет подземный участок c 18 станциями в центре города (Passante), связанный пересадками со всеми линиями метро.

## Оплата проезда
Стоимость единоразового билета — € 2.20. Он действителен в течение 90 минут после активации в турникете. Билет, дающий право проезда в течение 24 часов, стоит € 7.00, трёх дней — € 13.00, цена билета на 10 поездок — € 18.00. Кроме этого, существуют недельные — € 17.00, месячные — € 39.00 и годовые — € 330.00 абонементы. Дети до 14 лет могут пользоваться метро бесплатно, достаточно предъявить документ, подтверждающий возраст.

## Технические особенности
На линии M1 питание осуществляется от контактного рельса, на линиях M2 и M3 — от воздушной контактной сети. Ширина колеи на всей системе стандартная, 1435 мм.

## Хронология открытия участков

Динамическая схема развития Миланского метрополитена с 1964 по 2023 год

| Дата открытия      | Участок или станция | Линия |
| ------------------ | --- | ----- |
| 1 ноября 1964 года | Сесто Марелли (Sesto Marelli) — Лотто (Lotto)                                                                                           |       |
| 2 апреля 1966      | Пагано (Pagano) — Гамбара (Gambara) |       |
| 27 сентября 1969   | Кайаццо (Caiazzo) — Кашина Гобба (Cascina Gobba)                                                                                        |       |
| 27 апреля 1970     | Кайаццо (Caiazzo) — Чентрале ФС (Centrale FS)                                                                                           |       |
| 12 июля 1971       | Чентрале ФС (Centrale FS) — Гарибальди (Garibaldi FS)                                                                                   |       |
| 4 декабря 1972     | Кашина Гобба (Cascina Gobba) — Горгондзола (Gorgonzola)                                                                                 |       |
| 18 апреля 1975     | Гамбара (Gambara) — Инганни (Inganni)                                                                                                   |       |
| 8 ноября 1975      | Лотто (Lotto) — QT8 |       |
| 3 марта 1978       | Гарибальди (Garibaldi FS) — Кадорна (Cadorna FN)                                                                                        |       |
| 12 апреля 1980     | QT8 — Сан-Леонардо (San Leonardo) |       |
| 7 июня 1981        | Кашина Гобба (Cascina Gobba) — Колоньо Норд (Cologno Nord)                                                                              |       |
| 30 октября 1983    | Кадорна (Cadorna FN) — Порта Дженова ФС (Porta Genova FS)                                                                               |       |
| 13 апреля 1985     | Горгондзола (Gorgonzola) — Джессате "(Gessate) и Порта Дженова ФС (Porta Genova FS) — Ромоло (Romolo)                                   |       |
| 28 сентября 1986   | Сан-Леонардо (San Leonardo) — Молино Дорино (Molino Dorino) и Сесто Марелли (Sesto Marelli) — Сесто Примо Маджо ФС (Sesto 1º Maggio FS) |       |
| 3 мая 1990         | Чентрале ФС (Centrale FS) — Дуомо (Duomo)                                                                                               |       |
| 16 декабря 1990    | Дуомо (Duomo) — Порта Романа (Porta Romana)                                                                                             |       |
| 12 мая 1991        | Чентрале ФС (Centrale FS) — Сондрио (Sondrio) и Порта Романа (Porta Romana) — Сан-Донато (San Donato)                                   |       |
| 21 марта 1992      | Инганни (Inganni) — Бишелье (Bisceglie)                                                                                                 |       |
| 1 ноября 1994      | Ромоло (Romolo) — Фамагоста (Famagosta)                                                                                                 |       |
| 16 декабря 1995    | Сондрио (Sondrio) — Дзара (Zara) |       |
| 8 декабря 2003     | Дзара (Zara) — Мачакини (Maciachini) |       |
| 17 марта 2005      | Фамагоста (Famagosta) — Аббиатеграссо (Abbiategrasso)                                                                                   |       |
| 30 марта 2005      | Молино Дорино (Molino Dorino) — Ро-Фьера-Милано (Rho Fieramilano)                                                                       |       |
| 19 декабря 2005    | Перо (Pero) |       |
| 20 февраля 2011    | Фамагоста (Famagosta) — Ассаго Миланофьори Форум (Assago Milanofiori Forum)                                                             |       |
| 26 марта 2011      | Мачакини (Maciachini) — Комазина (Comasina)                                                                                             |       |
| 10 февраля 2013    | Биньями (Bignami) — Дзара (Zara) |       |
| 1 марта 2014       | Дзара (Zara) — Гарибальди (Garibaldi FS)                                                                                                |       |
| 29 апреля 2015     | Гарибальди (Garibaldi FS) — Сан Сиро Стадио (San Siro Stadio)                                                                           |       |
| 6 июня 2015        | Портелло (Portello) |       |
| 20 июня 2015       | Ченизио (Cenisio) |       |
| 26 сентября 2015   | Джерузалемме (Gerusalemme) |       |
| 11 октября 2015    | Монументале (Monumentale) |       |
| 14 ноября 2015     | Тре Торри (Tre Torri) |       |
| 26 ноября 2022     | Аэропорт Линате (станция метро) — Датео                                                                                                 |       |
| 4 июля 2023        | Датео — Сан-Бабила |       |
| 12 октября 2024    | Сан-Бабила — Сан Кристофоро (San Cristoforo)                                                                                            |       |

## Перспективы развития
Участки в стадии согласования и проектирования:
- продление линии M1 на один перегон (1,9 км)
- ответвление от линии M2 в южной части (8 км)
- продление ветви от линии M2 за станцию Cologno Nord (9,7 км)
- продление линии M3 на северо-восток (14,5 км)
- продление линии M5 на север (6,3 км)